# 星のカービィ Wii デラックス
『星のカービィ Wii デラックス』（ほしのカービィ ウィー デラックス、Kirby’s Return to Dream Land Deluxe）は、2023年2月24日に発売されたNintendo Switch用ゲームソフトである。2011年に発売された『星のカービィ Wii』のリメイクであり、メインの物語である「ストーリーモード」の後日譚にあたる「マホロアエピローグ」などが新たに収録されている。本編シリーズとしては『星のカービィ スーパーデラックス』以来、前作（『星のカービィ ディスカバリー』）から1年前後で発売された本編シリーズとなる。 2022年9月13日配信のNintendo Directにて発表された。なお、タイトルに「Wii」と含んでいるがWiiでは遊べない。 

## ゲームモード

### マホロアエピローグ
ストーリーモードクリア後に解放されるシナリオであり、力を失ったマホロアが「魔力ポイント」というものを集め、自分好みにマホロアを強化して、最終的に異空間からの脱出を目指す内容である。さらに、本編で登場したボスの別バージョンの存在も確認できる。「果実のかけら」を手に入れると、新しい技を使えるようになる。全20ステージある。
エクストラモード

### わいわいマホロアランド
新たに2つのミニゲームが追加された。過去のゲームから8つのミニゲームが登場。
また、ミニゲームをクリアするなどしてスタンプを貯めると「なりきりお面」がもらえる。そして各レベルをクリアするとそのレベルのボスが遊びに来て、お面ももらえる。ストーリーとエクストラに分かれている。原作にあったストーリーとエクストラで一撃！手裏剣道場の手裏剣のデザインが違うのは同じである｡
新ミニゲーム
みつけて！マホロア図書館
マホロアが指定した本を探すゲーム。本の絵はシリーズのアイテム、登場キャラクターなど｡
ガンガンブラスターズ
みんなで撃ち合うゲーム。後半になるとカブーラーが出てくる。
刹那の見切り百
刹那の見切りをオンラインで99人を相手にする1日一回できるモード。練習は何回もできるが記録は残らない。
過去作に登場したミニゲーム
刹那の見斬り
『星のカービィ スーパーデラックス』で初登場したミニゲーム。
おちおちファイト
『星のカービィ64』で初登場したミニゲーム。
爆裂ボンバーラリー
『星のカービィ 夢の泉デラックス』で初登場したミニゲーム。
一撃！手裏剣道場
『星のカービィ Wii』で初登場したミニゲーム。
タッチ！早撃ちカービィ
『星のカービィ ウルトラスーパーデラックス』で初登場したミニゲーム。
スマッシュライド
『星のカービィ 参上!ドロッチェ団』で初登場したミニゲーム。
ギガトンパンチ
『星のカービィ 鏡の大迷宮』で初登場したミニゲーム。
たまごきゃっちゃ
『星のカービィ 夢の泉の物語』で初登場したミニゲーム｡

## コピー能力

### 過去のシリーズに登場する能力
フェスティバル
ドンパフルからコピー可能。踊って周りにいる敵を一気に倒す。一回きりの能力となる。倒した敵はポイントスターになる（色はランダム）。

### 本作から新しく登場する通常能力
アーマー
アーマーから様々な機能で攻撃する能力。ロボットのような外見となり、ジェットによる飛行、レーザー、パンチなど。
サンド
砂で戦う能力。砂かけ、砂の波、砂嵐、砂の城、砂のこぶしなど砂を自在に操った攻撃が得意。

## 新キャラクター
- ドンパフル[注 1]（フェスティバル）
- アーマロイド（アーマー）
- サンドラン（サンド）
- 支配人マホロア（わいわいマホロアランドの支配人）
- お土産屋ワドルディ
- 異空のマホロア
- エレトリックダウター
- ヴォルガバッファー
- ハイドロアス
- ぼうそうローパーズ
- クラウンドローパー
- マスタークラウン[注 2]
- 店主マホロア
- キャストワドルディ

## Wii版からの変更点
- 新たなコピー能力として、アーマーとサンドが追加された。また、フェスティバルが復活した。
- レベル1-2をクリア後に「わいわいマホロアランド」が追加された。
- ストーリーモードクリア後に「マホロアエピローグ」という新モードが追加。
- キャラクターたちに黒の縁取りがなされた。
- Wii版にあった「ガンガンバスターズ」が削除され、替わって「たまごきゃっちゃ」「ガンガンブラスターズ」などが追加。詳しくは上記のわいわいマホロアランドを参照｡
- 足が速くなった。
- エモートアクションが追加された。
- サウンドテスト内でBGMの名前がわかるようになった。また、Wii版では効果音が試聴できる「SOUND」が、自動再生するための「AUTO」に変更された。
- おたすけマホロアモードが追加[2]。カービィが落ちてもマホロアが持ち上げてくれたりするほか、体力が二倍になるクスリをくれる。このシステムはエクストラモードでは使えない。
- スーパー能力取得時のカットイン演出が変更された。ただし、マホロアとの最終決戦の時だけ原作のままのカットインが使用されている。また、スーパー能力を持っている敵が異空間から来るようになった。
- スーパー能力で敵を倒した際、敵が画面手前に飛んできて叩きつけられる演出が追加。また、スーパー能力の演出時間が短縮。
- 「モードセレクト」では前作と同様で「かこのぼうけん」が追加し、さらに番外編「カービィシリーズ」から『カービィのグルメフェス』と本編「星のカービィシリーズ」『星のカービィ ディスカバリー』も追加された。
- デデデ大王、メタナイト、バンダナワドルディとバンダナワドルディのやりのデザイン変更。
- コピー能力の技が『星のカービィ Wii』以降に初登場したものが一部できるようになっている。また、星のカービィWii以降リストラ、弱体化された能力も復活｡
- コピー能力「ウィング」のデザイン変更。
- 扉やゴール扉に入ったときの演出。
- コピー能力「ストーン」の変身に「カービィのグルメフェス像」と、「くるまほおばり像」が追加されている。
- 真 格闘王への道にマホロアエピローグのボスが登場した。また、このモードのみ、マホロアソウルが強化されている。
- 真 格闘王への道のラストバトル・マホロアソウル戦のBGMが「CROWNED」から「覇王戴冠 ～OVERLORD～」に変更されている。また、スペシャルページの内容も変更されている。
- ウルトラソードの剣のデザインに新たにワイルドソード、バルフレイソードが追加された。
- ストーリーモードのレベル5−5の裏ルートBGMが「激突！中ボスタワー」から「VS.ワドタンク」へ変更。
- エクストラモードのレベル5−5の通常ルートBGMが「激突！中ボスタワー」から「マッチョ オブ デデデ」へ変更。
- エクストラモードのレベル5−5の裏ルートBGMが「激突！中ボスタワー」から「ヒストリー オブ カービィファイターズ」へ変更。
- クッキーカントリー・ステージ4のHAL部屋のBGMが「シークレットエリア：HAL部屋（カービィのグルメフェス1）」へ変更。
- エッガーエンジンズ・ステージ5のHAL部屋のBGMが「シークレットエリア：HAL部屋（ガンガンバスターズ）」へ変更。
- デンジャラスディナー・ステージ2に新しいHAL部屋が追加｡BGMは、「シークレットエリア：HAL部屋（VS.アイアンカワサキ）」である。
- マホロアエピローグにもHAL部屋がある。BGMは「シークレットエリア：HAL部屋（カービィのグルメフェス2）」である。
- レベル4-3の水中にスピアのコピーの元が置かれた。
- エクストラモードと真 格闘王への道で登場するボス「HR-D3」との戦闘において、第二形態時の戦闘BGMが「シャウト　オブ　デデデ」へと変更。
- Wiiホーム画面で「星のカービィ　Wii」を選択した際のあのBGMはマホロアランドで隠れマホロアを見つけた際に流れるBGM「かくれマホロアみっけ」として使用されている。
- エクストラモードでスフィアコンプリートしてマホロアに話しかけると、ハルカンドラ出身ではないと自白する。
- 真格闘王への道のギャラクティックナイト戦で、1Pがカービィもしくはバンダナワドルディの場合、BGMが「4つ首の守り神：ランディア」→「異世界からの戦士」になり、1Pがデデデ大王もしくはメタナイトの場合、「天を貫く絆の間」→「時巡る銀河最強の戦士」へと変化するようになっている。

## 制作

### 企画・スタッフィング
本作の開発にあたり、文字通り「デラックス」な内容を目標に、ゼネラルディレクターの熊崎信也、ディレクターの渡辺豊、そしてアートディレクターの藤田剛志らの間で話し合いが行われ、すり合わせが行われた。
本作は開発規模が大きいことから、セクションディレクターが設けられた。たとえば、ミニゲーム集「わいわいマホロアランド」では、谷藤という人物がセクションディレクターを務め、収録されているミニゲームは複数人のゲームデザイナーが担当した。
また、オリジナル版でサウンドを手掛けた安藤浩和も、本作の効果音やボイスといったメインの作業はほかのスタッフに任せ、自分はリードミュージックという肩書で音楽制作を中心に動いているとHAL研究所のブログの中で述べている。安藤はこのスタッフィングの理由について、前述の開発規模の拡大に加え、オリジナル版の発売から11年が経過しており、中心的な役割は新しい世代のメンバーに任せるのが流れだと思うと説明している。

### システム
前述の「わいわいマホロアランド」は、オリジナル版にあった飛び入り参加機能「いつでもイン」の楽しさを発展させるために取り入れられた。また、アクションゲームが苦手なプレイヤーでもクリアできるようにするため、「おたすけマホロア」が導入された。渡辺はこれが単なるアシスト機能ではなく、マホロアが助けてくれるところにもこだわったとしている。もう一つの新モードである「マホロアエピローグ」は本編とは異なるプレイ体験を通じた奥深さを引き出すことが狙いであり、マホロアの復活を描くことで単なるおまけ以上の冒険の動機と導入への納得感が高められると、熊崎信也と神山達哉はGDC2023の中で説明している。また、ここでもシリーズの基礎である間口の広さが考えられており、シリーズ経験者を想定しつつも、プレイヤーが強化によって難度をコントロールできる仕組みがとられている。たとえば、コンボシステムの場合、通常の食らい判定とは別にコンボ用の食らい判定が用意されており、1発目が当たっている敵には通常よりも広いコンボ用の判定を適用することでコンボがつながりやすくなっている。

### 美術
本作の美術においては、オリジナル版のグラフィックスを美しく進化させるという方針が立てられた。アートディレクターの藤田剛志はHAL研究所のブログの中で、文章化したり参考画像を集めたもののしっくりこなかったため、グラフィックの試作品づくりに移ったと振り返っている。まず、背景にある木などのオブジェクトのディティールと数を増やし、ライティングを調整して影が落ちるようにした。当初、藤田は美麗な背景に喜んでいたものの、やがてキャラクターが背景に埋もれてしまったことに気づき、キャラクターの見やすさを優先した調整をしたものの、今度は背景の美しさがそがれてしまったと感じていた。試行錯誤の末、トゥーンライティングと物理ベースレンダリングを組み合わせた表現が採用された。
ところが、背面法とデプスフェードを併用するために、輪郭線モデルを半透明にしたところ、モデル間の前後関係がおかしくなり、キャラクターの輪郭線が途切れてしまうという不具合が頻発してしまう。輪郭線モデルを半透明にしなければ前後関係は正しくなるが、デプスフェードは本作の象徴的な要素であることと、判明したのがプロジェクトの終盤に近づいていたことから、見た目を大幅に変えるようなことは避けたいと考えていた。そこで、ヘルプに入ったグラフィックプログラマーの木村からゲーム開発チームのリーダー陣に、4パターンの解決案が提示され、最終的には輪郭線モデルの描画に先駆け、輪郭線モデルの奥行情報だけを書き込む、という特殊な手法がとられた。

### サウンド
『星のカービィ Wii デラックス』の本編の音楽は、オリジナル版の音源を再調整したうえでそのまま使用している。安藤はリメイクにあたって楽曲をアレンジするということもできたが、オリジナル版らしさを残し、音質面から新しさを楽しんでもらいたいという考えから、当時の音源で統一したとHAL研究所のブログの中で説明している。本作において新たに追加されたモード「わいわいマホロアランド」と「マホロアエピローグ」では、新たな楽曲が追加された。とくに後者は異空間を舞台としているため、それぞれの音楽の方向性を決めるのが難しかったと安藤はHAL研究所のブログの中で振り返っている。また、スタッフクレジットの楽曲も常にテンポが大幅に変化する構成であるため、自然な感じに聞こえるように調整するのに苦労したとも安藤は振り返っている。
一方、ボイスや効果音のサウンドについては、WiiとNintendo Switchでシステムやデータの構造が全く違ったため、当時のデータは流用しなかったと安藤は述べており、オリジナル版とまったく同じように聞こえるようにしたり、サウンド設計の思想の変化を踏まえ別の音に作り替えたこともあったという。